# Ivor Thord-Gray
Ivor Thord-Gray, né Thord Ivar Hallström le 17 avril 1878 à Stockholm, Suède, et mort le 18 août 1964 à Coral Gables, Floride, États-Unis, est un ethnologue, linguiste et aventurier suédo-américain. Il a participé à treize guerres et a été colonel anglais, officier russe et officier américain.

## Biographie
Il naît sur l'île de Södermalm, fils de l'instituteur August Hallström et de sa femme Hilda. Son frère aîné est l'artiste Gunnar Hallström (sv), son frère cadet l'archéologue Gustaf Hallström (sv). Jeune, il s'engage dans la marine marchande avant de débarquer au Cap en décembre 1895. Il change son nom en « Ivor Thord-Gray » et s'enrôle dans l'armée britannique.
En mars 1904, il épouse Edith Kemper-Voss ; de cette union naît un fils prénommé George. Ils divorcent en 1908. De 1917 à 1921, il vit avec Isabel Barr qui lui donnera un fils, Angus. Il est brièvement marié à Belle Scott en 1922. Il se remarie en janvier 1925 avec Josephine Toerge-Schaefer qui avait deux enfants d'un mariage précédent et qui prend le nom de Thord-Gray. Il se marie une quatrième fois avec Winnifred Alice Ingersoll en 1933.
Entre 1897 et 1919, il participe à treize guerres sur différents continents. Il rédige en 1923 un ouvrage sur l'archéologie au Mexique, Från Mexicos forntid : bland tempelruiner och gudabilder (De l'antiquité du Mexique : parmi les ruines des temples et les idoles).
Il s'établit aux États-Unis en 1925, crée une banque d'investissement, I.T. Grat &Co, sur la 5e avenue à New-York. Naturalisé américain en 1934, il est nommé Major-général et chef de cabinet par le gouverneur David Sholtz (en) en Floride.
En 1955, il rédige un dictionnaire bilingue : Tarahumara-English, English-Tarahumara dictionary and an introduction to Tarahumara grammar. (Coral Gables, Fla., University of Miami Press, 1955). Il écrit un livre à caractère biographique sur la révolution mexicaine, Gringo Rebel: Mexico 1913–1914 (Coral Gables, Fla. : University of Miami Press, 1961). Il finit ses jours dans sa résidence d'hiver de Coral Gables en Floride.

## Carrière militaire
Afrique
- 1896 : gardien de prison à Robben Island
- 1897 : enrôlement dans une unité des Cape Mounted Riflemen (en)
- 1899 - 1902 : combat lors de la guerre des Boers
- 1902 - 1903 : sert dans la South African Police (en)
- 1903 - 1906 : service civil dans la colonie du Transvaal
- 1904 : capitaine dans la milice Lydenburg
- Lieutenant dans les Natal Mounted Rifles (en), promu capitaine en 1906 après avoir combattu lors de la rébellion de Bambatha
- Capitaine de la police montée à Nairobi

Asie
- Capitaine de gendarmerie aux Philippines, Philippine Constabulary (en)
- 1909 - 1911 : planteur en Malaisie britannique

Mexique
- 1914 : rejoint la révolution mexicaine comme major d'artillerie sous les ordres de Pancho Villa
- 1914 : promu major, lieutenant-colonel puis colonel
- 1914 : chef d'État-major de la 1re armée mexicaine

Empire britannique
- 1914 : rejoint la British Army dans le bataillon Royal Northumberland Fusiliers (en)[3]
- 1915 : lieutenant-colonel du 11e bataillon de fusiliers Northumberland ; 1916 : sert dans les Royal Fusiliers[4]
- 1914 -1915 : reçoit la British War Medal et la Victory Medal
- 1918 : lieutenant-colonel de la Canadian Siberian Expeditionary Force en Sibérie[5]

Russie
- février 1919 : colonel dans l'Armée blanche, Russie
- Commandant de la 1re division d'assaut de Sibérie
- Major-général en 1919 et haut-représentant du gouvernement provisoire de Sibérie à Vladivostok auprès du corps expéditionnaire allié